# Gliceraldehid 3-fosfat
El gliceraldehid 3-fosfat, també anomenat 3-fosfogliceraldehid i abreujat com G3P és un compost químic que es troba com un intermedi en diverses rutes metabòliques centrals de tots els organismes.